# Wszyscy wyjeżdżają z Brisbane
Wszyscy wyjeżdżają z Brisbane (All My Friends Are Leaving Brisbane) – australijska komedia romantyczna z 2007 roku w reżyserii Louise Alston. Stanowi ekranizację sztuki teatralnej pod tym samym tytułem, napisanej przez Stephena Vagga dla teatru uniwersyteckiego na University of Queensland w Brisbane. Adaptacji na ekran dokonał sam autor.

## Fabuła
Anthea jest młodą prawniczką żyjącą w Brisbane, stolicy australijskiego stanu Queensland. Większość jej znajomych ucieka z miasta, przede wszystkim do Londynu lub Sydney. Anthea poważnie zastanawia się nad własnym wyjazdem. Równocześnie przeżywa poważne kłopoty sercowe. Do Brisbane przyjeżdża jej dawna miłość Jake, ale jednocześnie Anthea odkrywa w sobie uczucie do Michaela, który od lat jest jej najlepszym przyjacielem i życiowym doradcą, jednak wcześniej nie myślała o nim w kontekście związku. 

## Obsada
- Charlotte Gregg jako Anthea
- Matt Zeremes jako Michael
- Gyton Grantley jako Jake
- Romany Lee jako Simone
- Ryan Johnson jako Tyson
- Sarah Kennedy jako Stephanie
- Cindy Nelson jako Kath

i inni

## Produkcja i dystrybucja
Film powstał jako produkcja niezależna o łącznym budżecie ok. 42 tysięcy dolarów australijskich. W jego realizacji wzięli udział niemal wyłącznie aktorzy i inni twórcy związani z Brisbane, w szczególności ze środowiskiem tamtejszego teatru. Zdjęcia trwały trzy tygodnie i zostały zrealizowane w styczniu 2006 roku, w środku australijskiego lata. Dopiero po zakończeniu głównego okresu zdjęciowego film uzyskał dofinansowanie Australian Film Commission (pełniącej w australijskiej kinematografii rolę zbliżoną do Polskiego Instytutu Sztuki Filmowej), co umożliwiło profesjonalną postprodukcję. 
W kinach film pokazywany był tylko w Australii, gdzie jego premiera odbyła się w październiku 2007, podczas festiwalu filmowego w Brisbane. W Europie pojawił się wyłącznie w telewizji. Prawa do jego premierowej emisji w Polsce nabyła telewizja HBO, która zaprezentowała go w 2009 roku.